# Bom Jesus da Serra
Bom Jesus da Serra è un comune del Brasile nello Stato di Bahia, parte della mesoregione del Centro-Sul Baiano e della microregione di Vitória da Conquista.